# Doleschallia sophilus
Doleschallia sophilus är en fjärilsart som beskrevs av Hans Fruhstorfer 1912. Doleschallia sophilus ingår i släktet Doleschallia och familjen praktfjärilar. Inga underarter finns listade i Catalogue of Life.